# Turbonada

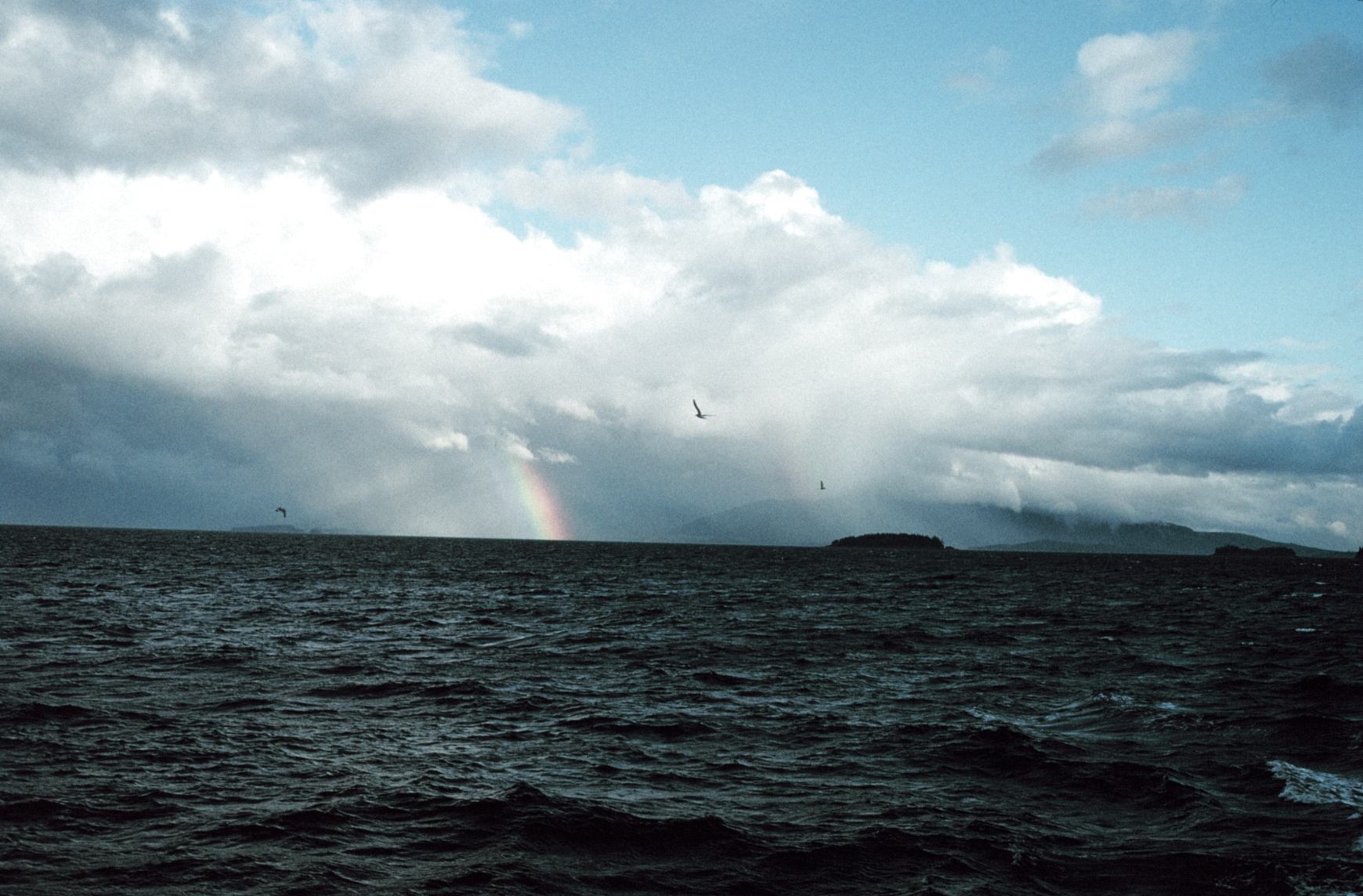
Arcoíris tras una turbonada.

Una turbonada es un aumento repentino y fuerte de la velocidad del viento que suele asociarse o acompañarse de tempestades, lluvias, tornados o nevascas. Se puede definir a una turbonada como el aumento sostenido del viento durante un intervalo breve de tiempo, por lo general algunos minutos, aunque durante su transcurso puede haber ráfagas de viento mayores.
En el contexto aeronáutico, una turbonada es el aumento brusco de la velocidad del viento de al menos 16 nudos, pero que puede alcanzar los 22 nudos o más, y se mantiene como mínimo durante un minuto. Este fenómeno suele ocurrir por fuertes caídas o enfriamiento del aire en las regiones medias de la atmósfera, lo que fuerza movimientos ascendentes en el límite de la región de enfriamiento, que luego inducen movimientos descendentes locales a su paso.
Una acumulación de turbonadas se denomina línea de turbonada.

## Etimología
La palabra turbonada deriva del castellano turbón, a su vez del latín turbo, -ōnis, por -ĭnis.

## Carácter del viento
El término «turbonada» es universalmente usado para referirse a aumentos repentinos de la velocidad del viento, tanto de forma histórica como actualmente. Para ser clasificada como turbonada, en 1962 la Organización Meteorológica Mundial (OMM) lo definió como el incremento de la velocidad del viento, la cual debe ser de al menos 8 m/s (16 nudos) y debe alcanzar una velocidad mínima de 11 m/s (22 nudos), durante por lo menos un minuto de duración. En Australia, una turbonada se refiere a los últimos minutos antes de que el viento vuelva a un valor estable durante un período largo de tiempo. En ambos casos, una turbonada se define como hasta la mitad de la longitud de la definición de viento sostenido en los respectivos países. Normalmente, estos cambios violentos del viento se asocian con fuertes precipitaciones, aunque muy breves.

## Términos regionales

### América Central
Mar adentro de la costa de América Central, el término turbonada de barranco se usa para describir al fuerte aumento en la fuerza del viento a causa de los vientos que bajan a través de los valles montañosos cerca de la costa Pacífica.

### Cuba
En Cuba, el término Bayamo se usa para describir las turbonadas que emanan de las tormentas tropicales cerca de los ancones de Bayamo.

### México
En la sonda de Campeche es un término usado para describir una ráfaga de vientos fuertes acompañados de lluvia, formados característicamente por la diferencia de temperatura que generan los mechones de las plataformas ahí ubicadas.

### Este de India
En el este de India, las turbonadas se denominan brubu.

### Pacífico Noroccidental de América del Norte
En el Pacífico Noroeste, una Turbonada es una ráfaga corta pero intensa de lluvia con fuertes vientos, normalmente en una área pequeña y que se mueve a gran velocidad, especialmente sobre el agua.

### Sudáfrica
Bull's Eye Squall es el término utilizado en altamar en las costas de Sudáfrica para describir a una turbonada formada con buen tiempo. Debe su nombre a la nube aislada que se forma en la cima de una turbonada.

### Filipinas (Pacífico Oeste)
En la mayor parte del país, las turbonadas se conocen como subasko (probablemente derivado del español chubasco) caracterizado por fuertes lluvias impulsadas por vientos borrascosos. Los pescadores locales en el mar están siempre alerta en busca de señales que indiquen la formación de turbonadas, para poder evitarlas en mar abierto, volviendo rápidamente a tierra ante cualquier indicio de su formación.

### Suroeste de Asia
A las turbonadas del noroeste de la bahía de Manado en las islas Célebes se las llama Barat. Mientras que en Singapur y en la península de Malasia se les llama turbonada "Sumatra" a las líneas de turbonadas que se forman en la isla de Sumatra y se mueven hacia el oeste a través del Estrecho de Malaca. Las ráfagas de viento pueden alcanzar unos 100 kilómetros por hora (54,0 ns).

## Condiciones climáticas severas

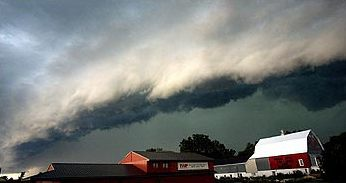
Una nube arcus como esta es una señal de una turbonada.

Una línea de turbonada es una línea organizada de tormentas. Se clasifica como un grupo multicelular, es decir, un grupo de tormentas complejas con muchas corrientes ascendentes. También son llamadas líneas multicelulares. Las turbonadas se asocian algunas veces con huracanes u otros ciclones, pero también pueden ocurrir de forma independiente. Normalmente, las turbonadas ocurren a lo largo de frentes, y suelen contener fuertes precipitaciones, granizo, frecuentemente rayos, vientos peligrosos en línea recta, y posiblemente nubes embudo, tornados y mangas de agua.  Las líneas de turbonada requieren significativamente altos niveles de calor y humedad, un frente cercano, y cizalladura vertical desde un ángulo detrás del límite frontal. Los fuertes vientos en superficie son normalmente un reflejo del aire seco penetrando en una línea de tormentas, que cuando se saturan, caen rápidamente al nivel del suelo debido a su mayor densidad antes de que se extienda a favor del viento. En Inglaterra, una turbonada asociada con un tiempo tempestuoso se conoce como blunk. Las líneaa de turbonada significativas con múltiples ecos en arco son conocidos como derechos.

### Ciclo de vida de una línea de turbonada
Hay varias formas de mesoescala, incluyendo simples tormentas aisladas sin relación mutua a frentes fríos en avance, hasta los más complejos Sistemas Conectivos Mesoescala (MCS) diurnos/nocturnos y Mesoescalas Conectivas Complejas (MCC), a línea de turbonada tormentosas.

#### Formación
La mayor fuerza conductora tras la creación de una línea de turbonada se atribuye al proceso de relleno de múltiples tormentas y/o una única área de tormentas expandiéndose hacia fuera dentro del espacio de avance de un frente frío.

### Corrientes ascendentes
El área principal de una línea de turbonada está compuesta principalmente por múltiples corrientes ascendentes, o a una única región con corrientes ascendentes, que suben desde el suelo hacia las partes más altas de la troposfera, en su camino van condensando el agua y transformando una nube oscura y ominosa en una nube en la que sobresale su parte superior y yunque de una forma importante (gracias a vientos de la escala sinóptica). Debido a la naturaleza caótica de las corrientes ascendentes y descendentes, las perturbaciones de presión son importantes.

#### Perturbaciones de presión
Las perturbaciones de presión dentro de la extensión de una tormenta son notorias. Con la rápida flotación en los niveles bajos y medios de una tormenta madura, se podría creer que las bajas presiones dominan la mesoescala ambiental. Sin embargo, este no es el caso. Con corrientes descendentes trayendo aire frío de los niveles atmosféricos medios, los cuales chocan contra el suelo y se propagan en todas direcciones, por lo que podemos encontrar altas presiones de forma salvaje al nivel del suelo, normalmente indicando fuertes (y potencialmente dañinos) vientos.

#### Cizalladura
La cizalladura es un aspecto importante para medir el potencial de gravedad y duración de una línea de turbonada. En condiciones de baja o media cizalladura, las tormentas maduras contribuirán con cierta cantidad de corrientes descendentes, suficientes para crear una sustentación - el frente de ráfagas de viento. En condiciones de alta cizalladura creada mediante la oposición de corrientes de aire de baja altura y vientos sinópticos, las corrientes ascendentes y consecuentemente corrientes descendentes pueden ser mucho más intensas (algo común en mesociclones de supercélulas). El aire frío de salida abandona el área de cola de la línea de turbonada para una corriente de viento de media altura, que ayuda en los procesos de corrientes descendentes.

#### Evolución
Corrientes ascendentes

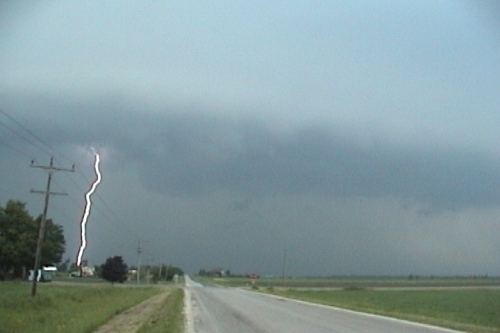
Un temporal de verano en Ontario Sur, produciendo rayos y fuertes lluvias a lo lejos.

Cuando las tormentas rellenan líneas distintas, fuertes corrientes ascendentes de la parte frontal - ocasionalmente visibles desde el suelo mediante la forma de una nube arqueada - podrían aparecer como un signo ominoso de tiempo potencialmente severo.
Más allá de los fuertes vientos debidos al comportamiento de las corrientes ascendentes/descendentes, fuerte lluvia (y granizo) hay otro signo de una línea de turbonada. En invierno, las líneas de turbonada pueden aparecer, aunque de forma poco frecuente - trayendo fuertes nevadas y/o rayos y truenos - normalmente sobre lagos tierra a dentro (por ejemplo, en la región de los Grandes Lagos).
Mesobaja
El final de una línea de turbonada que se encuentre más al norte se conoce comúnmente como un final ciclónico, con la parte sur rotando asincronamente. Debido al efecto Coriolis, el final norte puede continuar evolucionando, creando un evolucionar en una mesobaja con forma de coma, o puede continuar con un patrón similar al de una turbonada.

#### Disipación
Mientras las supercélulas y las tormentas multicelulares se disipan debido a la debilidad de la fuerza de cizalladura o mecanismos de suspensión pobres, (por ejemplo un terreno considerable o la falta del calor diurno) la línea de turbonada o el frente de ráfagas de viento asociados con ellos podría rebasar a la línea de turbonada a sí misma y el área de escala sinóptica de bajas presiones podría rellenar, provocando un debilitamiento del frente frío; esencialmente, la tormenta ha agotado sus corrientes ascendentes, convirtiéndose en un sistema dominado por las corrientes descendentes. Las áreas de disipación de tormentas de la línea de turbonada podrían ser regiones de baja Energía Potencialmente Disponible y Conectiva (CAPE), humedad baja, cizalladura insuficiente, o malas dinámicas sinópticas (por ejemplo un nivel superior de poco relleno) conduciendo a una frontolisis.
A partir de aquí, un adelgazamiento general de una línea de turbonada ocurrirá: con vientos decayendo con el paso del tiempo, las fronteras de salida debilitando las corrientes ascendentes substancialmente y las nubes perdiendo su grosor.

### Signos en el cielo
Plataformas de nubes y nubes con forma de rodillo suelen ser vistas arriba de la cima de la turbonada, también conocidas como tormentas del frente de ráfaga de vientoa. A partir de que estas nubes bajas aparecen en el cielo, se puede esperar un incremento repentino del viento en menos de 15 minutos.

## Ciclones tropicales
Los ciclones tropicales normalmente tienen turbonadas coincidiendo con bandas espirales de gran curvatura que la mayoría de sistemas de media altura debido a su tamaño más pequeño. Estas turbonadas pueden albergar mangas de agua y tornados debido a la importancia de la cizalladura vertical presente en las proximidades de las partes exteriores de los ciclones tropicales.

## Tiempo invernal
Las turbonadas de nieve pueden ser generadas por la intrusión de aire frío más alto sobre una capa superficial relativamente cálida. Las nevadas por efecto lacustre pueden ocurrir en forma de una turbonada de nieve. En Escocia, las turbonadas de nieve son conocidas como bluffart.